# Frank Schorkopf
Frank Schorkopf (* 30. August 1970 in Hamburg) ist ein deutscher Jurist und Hochschullehrer.

## Leben
Nach Abitur und Wehrdienst studierte Schorkopf Rechtswissenschaft an den Universitäten Hamburg und London. Die Erste Juristische Staatsprüfung legte er im Jahr 1997 ab. Anschließend war er kurzzeitig Assistent des damaligen Hamburger Europaabgeordneten Georg Jarzembowski in Brüssel. 1998 erhielt er an der Universität Hamburg eine Stelle als Wissenschaftlicher Mitarbeiter; 1999 wurde er bei Meinhard Hilf promoviert. Die Zweite Juristische Staatsprüfung legte Schorkopf 2001 ab. Nach dem Assessorexamen war er zunächst am Max-Planck-Institut für ausländisches öffentliches Recht und Völkerrecht in Heidelberg tätig. 2002 wechselte er nach Karlsruhe als Wissenschaftlicher Mitarbeiter beim Zweiten Senat des Bundesverfassungsgerichts. 2005 ging Schorkopf an die Universität Bonn als wissenschaftlicher Mitarbeiter am Lehrstuhl von Udo Di Fabio. Dort habilitierte er sich 2007 im Öffentlichen Recht, Europarecht und Völkerrecht. Nach Lehrstuhlvertretungen erhielt Schorkopf im Mai 2009 eine Universitätsprofessur auf dem Lehrstuhl für Öffentliches Recht und Europarecht der Georg-August-Universität Göttingen. Er war von Oktober 2012 bis September 2014 Dekan der Juristischen Fakultät. Seit 2016 ist er ordentliches Mitglied der Akademie der Wissenschaften zu Göttingen.

## Mitgliedschaften
- Niedersächsische Akademie der Wissenschaften zu Göttingen
- Vereinigung der Deutschen Staatsrechtslehrer
- Deutsche Gesellschaft für Internationales Recht
- Kommission für Geschichte des Parlamentarismus und der politischen Parteien

## Privat
Frank Schorkopf lebt mit Ehefrau und drei Kindern in Göttingen.

## Schriften (Auswahl)

### Monographien
- Homogenität in der Europäischen Union – Ausgestaltung und Gewährleistung durch Art. 6 Abs. 1, 7 EUV, Berlin 2000, 294 S.; ISBN 978-3-428-09870-5 (zugl. Dissertation).
- Grundgesetz und Überstaatlichkeit. Konflikt und Harmonie in den auswärtigen Beziehungen Deutschlands, Tübingen 2007, X, 355 S.; ISBN 978-3-16-151248-3 (zugl. Habilitationsschrift).
- Staatsrecht der internationalen Beziehungen. München 2017, XXXIV, 708 S.; ISBN 978-3-406-70783-4.
- Staat und Diversität. Agonaler Pluralismus für die liberale Demokratie. Paderborn 2017, 104 S.; ISBN 978-3-506-78861-0.
- Der Europäische Weg. Grundlagen der Europäischen Union. Tübingen 2010, ISBN 978-3-16-150657-4, 2. akt. u. erw. Aufl. 2015, ISBN 978-3-16-154001-1, 3. akt. u. erw. Aufl. 2020, ISBN 978-3-16-159600-1.
- Die unentschiedene Macht. Verfassungsgeschichte der Europäischen Union, 1948–2007, Göttingen 2023, ISBN 978-3-525-30219-4 (eines der juristischen Bücher des Jahres 2024, Juristenzeitung 2024, S. 881).

### Herausgeberschaften
- Terrorism as a Challenge for National and International Law: Security vs. Liberty?, Berlin 2004, 1484 S.; ISBN 978-3-642-62345-5 (gemeinsam mit Christian Walter, Silja Vöneky und Volker Röben).
- Bundesverfassungsgerichtsgesetz, Kommentar, Neuausgabe, Karlsruhe 2015, LXXXI, 1884 S., ISBN 978-3-8114-3815-6; 2. Aufl. 2022, 1702 S., ISBN 978-3-8114-5748-5 (gemeinsam mit Christian Burkiczak und Franz-Wilhelm Dollinger).
- 70 Jahre Grundgesetz. In welcher Verfassung ist die Bundesrepublik?, Göttingen 2019, 310 S.; ISBN 978-3-525-31078-6 (gemeinsam mit Hans Michael Heinig).
- Mitherausgeber der Schriftenreihe Beiträge zu normativen Grundlagen der Gesellschaft – BnGG, Mohr Siebeck, Tübingen; ISSN 2569-2003.
- Mitherausgeber der Zeitschrift Archiv des öffentlichen Rechts.